# Funció de creixement de von Bertalanffy
La funció de creixement de von Bertalanffy (VBGF, von Bertalanffy growth function), o corba de von Bertalanffy, és un tipus de model de corba de creixement per a una sèrie temporal. Rep el nom de Ludwig von Bertalanffy. És un cas especial de la funció logística generalitzada. La corba de creixement s'utilitza per modelar la longitud mitjana dels animals segons l'edat. La funció s'aplica habitualment a l'ecologia per modelar el creixement dels peixos.
El model es pot escriure:
{\displaystyle L(a)=L_{\infty }(1-\exp(-k(a-a_{0}))}
on {\displaystyle a} és l'edat, {\displaystyle k} és el coeficient de creixement, {\displaystyle a_{0}} és un valor utilitzat per calcular la mida quan l'edat és zero i {\displaystyle L_{\infty }} és la mida asimptòtica.
És la solució de la següent equació diferencial lineal:
{\displaystyle {\frac {dL}{da}}=k(L-L_{\infty })}

## Ajustos estacionals de von Bertalanffy
Els ajustos estacionals de von Bertalanffy és una extensió d'aquesta funció que explica el creixement de l'organisme que es produeix estacionalment. Va ser creat per I. F. Somer el 1988.